# Frank-Schirrmacher-Preis
Der Frank-Schirrmacher-Preis wurde 2015 von der Frank-Schirrmacher-Stiftung ausgelobt und ist mit 20.000 Schweizer Franken dotiert. Er nimmt Bezug auf den deutschen Journalisten und Essayisten Frank Schirrmacher (1959–2014).
Der Preis soll Persönlichkeiten und ihr Wirken oder ein Lebenswerk für «herausragende Leistungen zum Verständnis des Zeitgeschehens» ehren. Die Verleihung soll im jährlichen Wechsel an drei Orten stattfinden: in Berlin, an der Universität Zürich und im Rahmen der Veranstaltungsreihe Eventi Letterari in Ascona. Die Jury besteht aus den Mitgliedern des Stiftungsrates.

## Preisträger
- 2015: Hans Magnus Enzensberger;[4] Laudatio: Martin Mosebach
- 2016: Michel Houellebecq;[5] Laudatio: Necla Kelek
- 2017: Jonathan Franzen[6]; Laudatio: Sascha Lobo
- 2018: Daniel Kehlmann[7]; Laudatio: Frank-Walter Steinmeier
- 2019: Ai Weiwei[8]; Laudatio: Micheline Calmy-Rey
- 2021: Peter Thiel[9]; Laudatio: Sebastian Kurz
- 2022: Ayaan Hirsi Ali[10]; Laudatio: Alice Schwarzer
- 2024: Eva Illouz[11]; Laudatio Saba-Nur Cheema